# Rozières-en-Beauce
Rozières-en-Beauce là một xã trong tỉnh Loiret, vùng Centre-Val de Loire bắc trung bộ nước Pháp.